# 宮城県の大学一覧
宮城県の大学一覧（みやぎけんのだいがくいちらん）は、宮城県内に所在する大学の一覧。

## 国立
- 東北大学
  - 片平キャンパス（本部）
  - 川内キャンパス
  - 星陵キャンパス
  - 青葉山キャンパス
- 宮城教育大学
  - 青葉山キャンパス（本部）

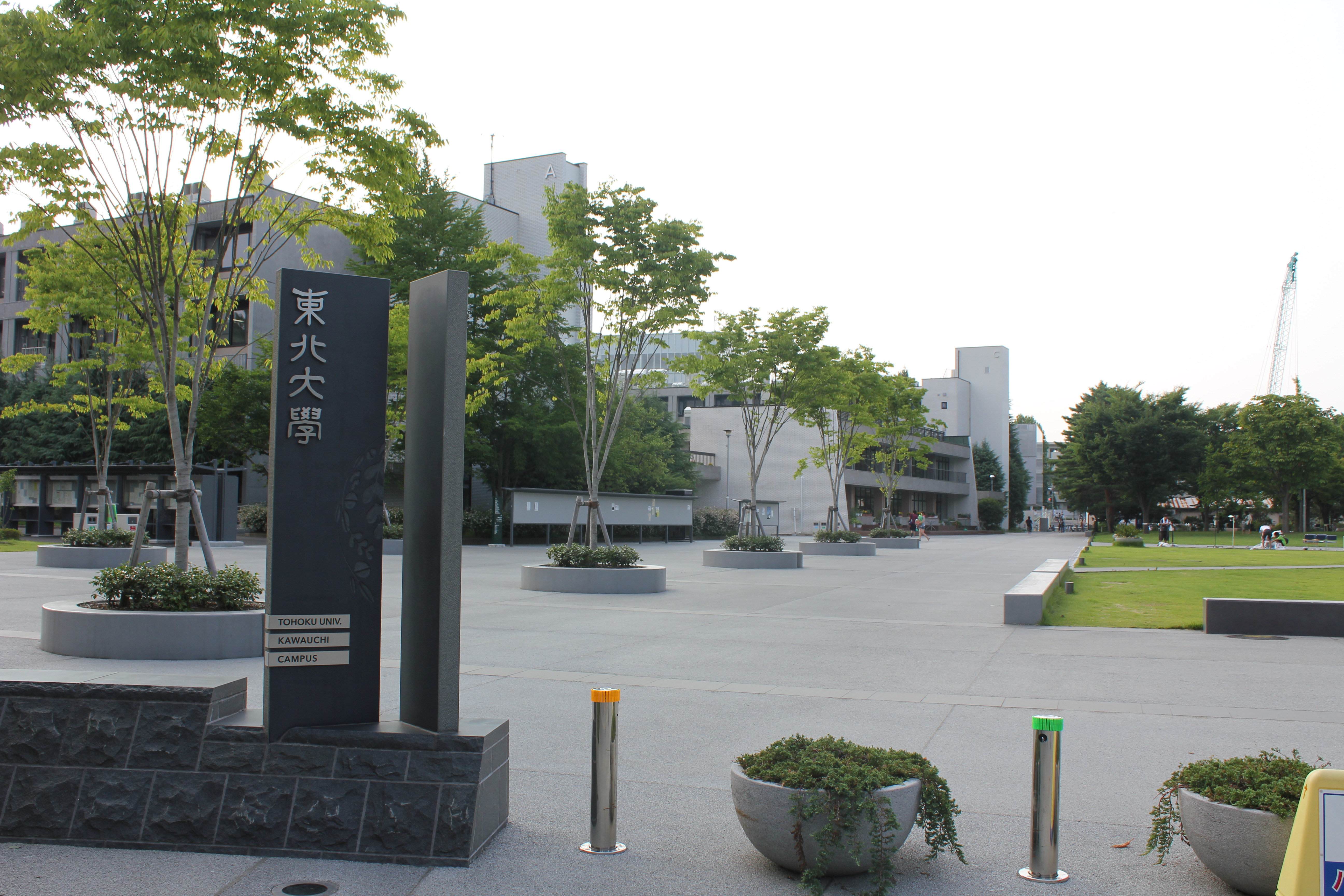
東北大学川内キャンパス

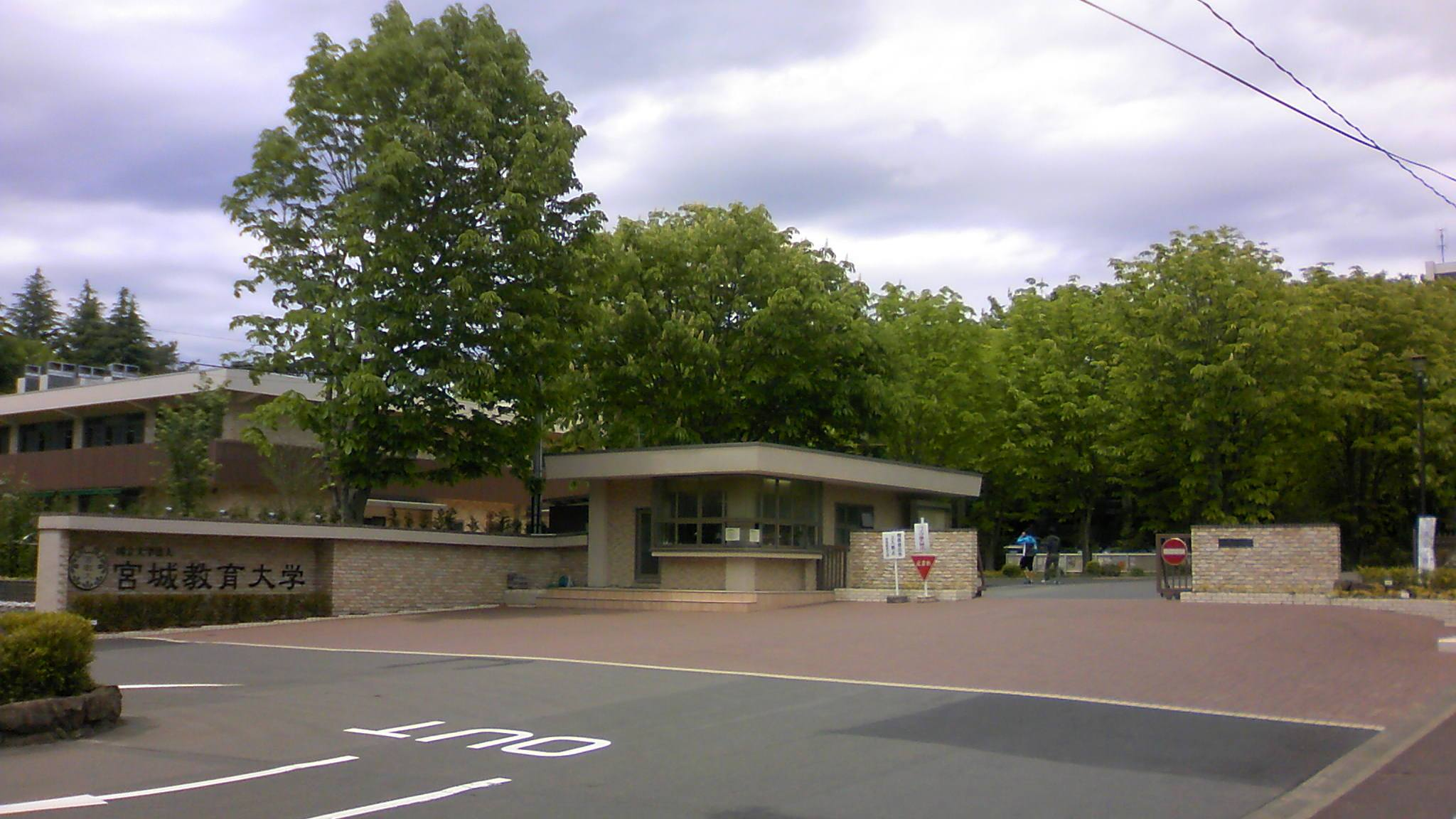
宮城教育大学青葉山キャンパス

  - 上杉キャンパス（宮城教育大学附属幼稚園・小学校・中学校）

## 公立

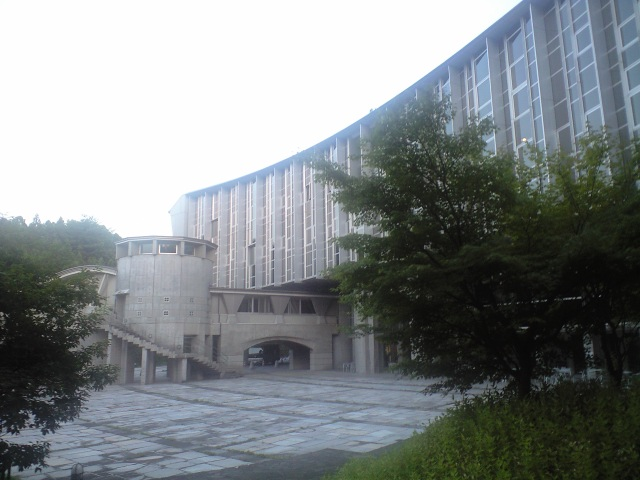
宮城大学大和キャンパス

- 宮城大学
  - 大和キャンパス（本部）
  - 太白キャンパス

## 私立

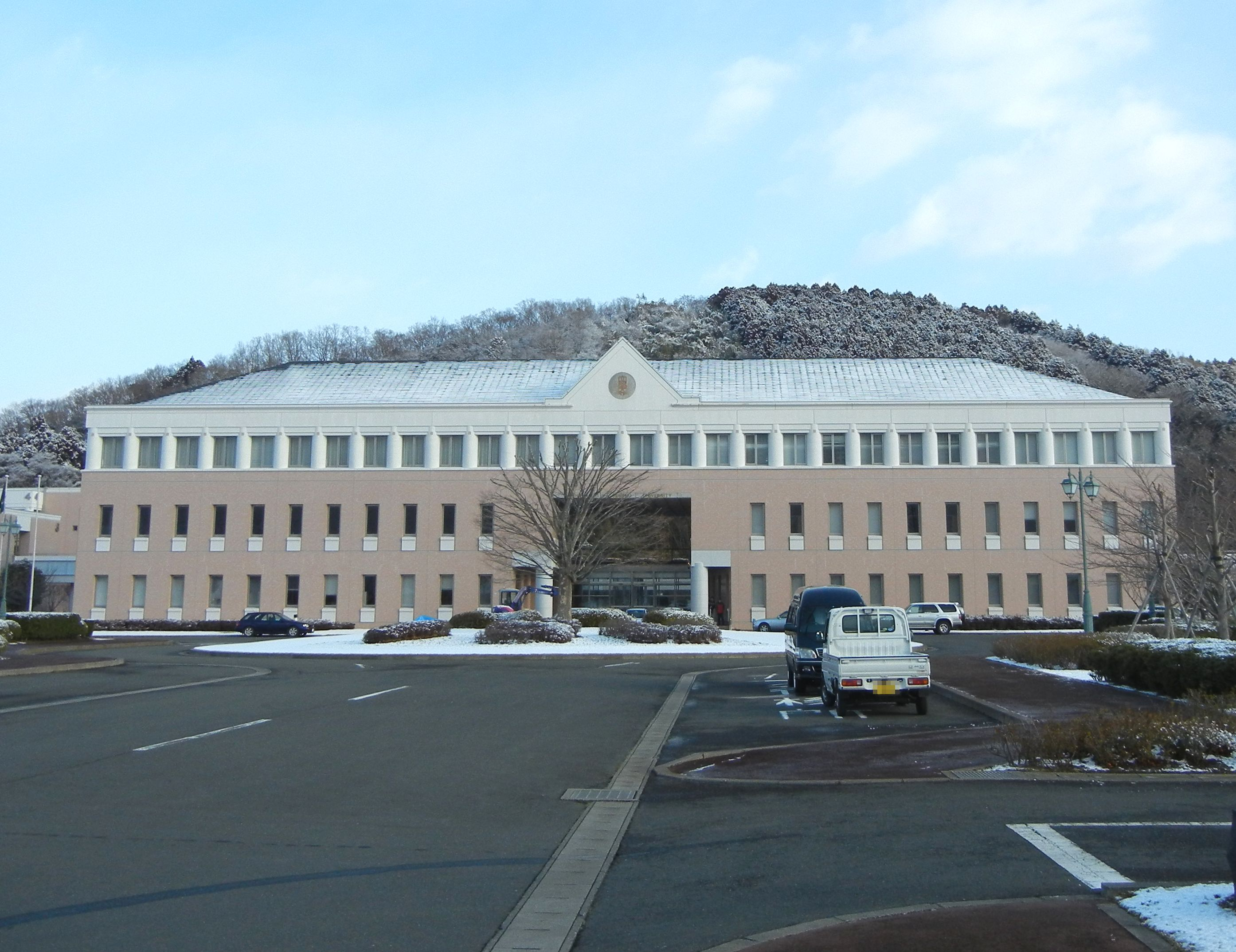
石巻専修大学

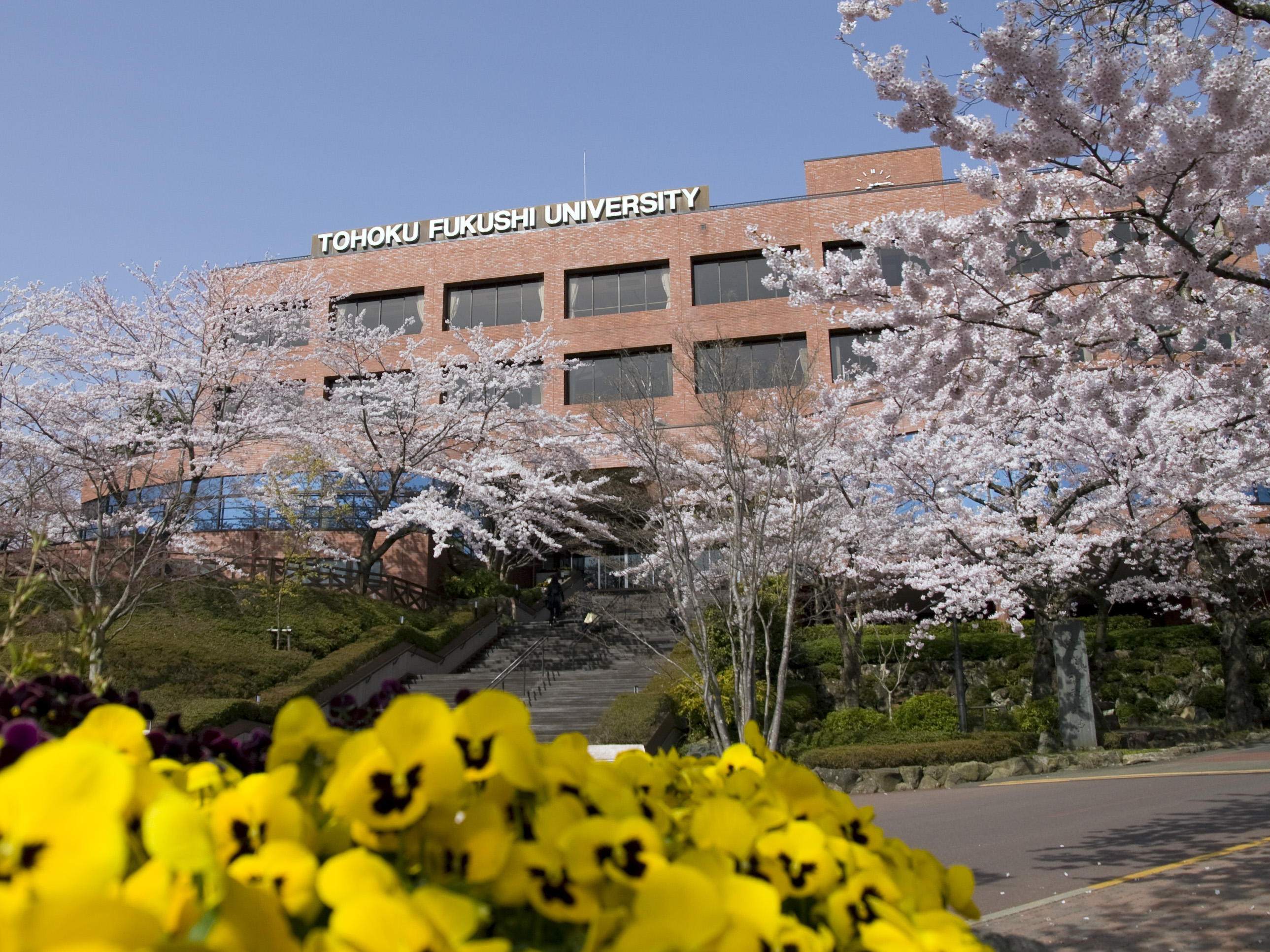
東北福祉大学国見キャンパス

### 仙台市
- グロービス経営大学院大学
  - 仙台・特設キャンパス

- 仙台白百合女子大学
- 仙台青葉学院大学
  - 五橋キャンパス（本部）
  - 長町キャンパス
  - 中央キャンパス
  - 中央第2キャンパス
- 東北医科薬科大学
  - 小松島キャンパス（本部）
  - 福室キャンパス
- 東北学院大学
  - 土樋キャンパス（本部）
  - 五橋キャンパス
  - 泉キャンパス
- 東北工業大学
  - 八木山キャンパス（本部）
  - 長町キャンパス
- 東北生活文化大学
- 東北福祉大学
  - 国見キャンパス（本部）
  - 仙台駅東口キャンパス
  - ステーションキャンパス
  - 国見ケ丘第1キャンパス
  - 国見ケ丘第2キャンパス
  - 朴木山キャンパス
  - 北山キャンパス
- 東北文化学園大学
- 日本国際学園大学
  - 仙台キャンパス
- 宮城学院女子大学
- 放送大学
  - 宮城学習センター（東北大学片平キャンパス内）

### 石巻市
- 石巻専修大学

### 名取市
- 尚絅学院大学

### 柴田町
- 仙台大学